# Marx Dormoy (metropolitana di Parigi)
Aimé Césaire è una stazione della linea 12 della metropolitana di Parigi.

## La stazione
La stazione venne aperta il 23 agosto 1916 con il nome di Torcy ed acquisì il nome attuale l'11 maggio 1946.

### Origine del nome
- Il marchese Jean-Baptiste Colbert de Torcy (1665-1746), nipote di Colbert, fu segretario di stato agli Affari esteri. Fu molto attivo nella stesura del trattato di Utrecht (1713) e di quello di Rastatt (1714).
- Sindaco socialista di Montluçon, deputato e poi senatore, Marx Dormoy (1888-1941) fu ministro degli Interni fra il 1936 e il 1938. Morì assassinato dai cagoulards.

## Interscambi
- Bus RATP - 60, 65
- Noctilien - N43, N120, N121